# Slaget vid Neuve Chapelle
Slaget vid Neuve Chapelle var ett slag under första världskriget. Det var en brittisk offensiv i Artois-regionen som bröt igenom vid Neuve Chapelle men de kunde inte utnyttja övertaget. Vid tiden för slaget nya trupper anlänt från Storbritannien och kunde avlösa fransmännen i Flandern och etablera brittisk linje som sträckte sig från Langemarck till Givenchy. Det slutliga målet med slaget var att åstadkomma ett genombrott genom fiendens linjer för att sen kunna erövra Aubers-åsen och kanske även Lille, ett stort kommunikationscentrum. En samtidig fransk attack mot Vimy-åsen planerades också men situationen i Champagne ledde till att denna del av operationen blåstes av. Detta var första gången flygfotografi användes för att kartlägga hela de tyska linjerna från luften.

## Slaget
Klockan 07:30 på morgonen den 10 mars 1915 började det brittiska artilleriet sin beskjutning för att förstöra fiendens taggtråd och skyttegravar. Den brittiska anfallet började fem över åtta och gick till en början mycket bra, de öppnade snabbt en 1500 m bred lucka i de tyska linjerna men dåliga beslut baserad på bristfällig kommunikation fick avancemanget att avstanna. Under uppehållet lyckades tyskarna föra fram förstärkningar och ordna sitt försvar. Britterna hade lyckats ta Neuve Chapelle men vidare avancemang följande morgon förhindrades av dimma. 
Tyskarna planerade ett motanfall men detta blev försenat ett dygn då alla förstärkningar ännu inte hunnit fram. Detta gav britterna tid att organisera sitt försvar och det tyska anfallet genomfördes med stora förluster.

## Resultat
Det skulle visa sig att försvararna hade en stor fördel i skyttegravskriget. De kände till terrängen och hade bättre kommunikationer. Det var nödvändigt att överraska fienden på något sätt, men detta blev allt mer ovanligt efter Neuve Chapelle. Britterna räknade Neuve Chapelle som en seger och detta gjorde att deras rykte stärktes i fransmännens ögon och att britternas beslutsamhet att fortsätta kriget ökade. Men liknande framgångar som den vid Neuve Chapelle skulle bli svåra att nå.